# Роднянський Зиновій Борисович
Роднянський Зиновій Борисович (17 вересня 1900, Сураж, Чернігівська губернія — 15 липня 1982, Київ) — радянський український редактор, сценарист. Дід продюсера Олександра Роднянського.

## Біографія
Народився 17 вересня 1900 р. у м. Суражі Чернігівської губернії в родині службовця.
Навчався на інженерно-гідротехнічному факультеті Харківського сільськогосподарського інституту (1921—1924). Працював агітатором в політвідділі Південно-Західного фронту (1919—1921), репортером у РАТАУ (1925—1937), старшим редактором Української студії кінохроніки (1937—1941), заступником директора Ташкентської студії кінохроніки (1941—1943), відповідальним редактором і головним редактором «Укркінохроніки» (1943—1968).
Автор сценаріїв понад 100 документальних і науково-популярних стрічок, серед яких: «Живи, Україно!» (1957), «Місто металургів» (1958), «Інженери полів» (1959), «Будні українського колгоспу» (1962), «З кіноапаратом по Києву» (1963), «Яків Григорович» (1966, телефільм), «Бригади» (1967), «Громадянський обов'язок» (1971) та ін.
Був членом Спілки кінематографістів України.
Родина:
- Дочка: Роднянська Лариса Зіновіївна (1937—2004) — український організатор кіновиробництва. Заслужений працівник культури України (1998).
  - Онук: Роднянський Олександр Юхимович — радянський, український і російський режисер, продюсер та медіаменеджер.